# US Army Signal Intelligence Service
Le SIS, abréviation de « US Army Signals Intelligence Service », fut, pendant l'entre-deux guerres, et au début de la Seconde Guerre mondiale, le service de renseignements de l'arme des transmissions de l'armée de terre des États-Unis, chargé du décryptage des trafics de l'adversaire. Dans la marine, l'équivalent est l'OP-20-G.

## Les précurseurs
Deux pionniers, Herbert Yardley et William Friedman.

### Herbert Yardley
Yardley débute, petit employé, au chiffre du State Department où il fait son chemin. En 1917, bombardé directeur du MI-8 (Military Intelligence Section 8) chargé des codes et chiffres, il travaille à la sécurité des transmissions américaines et au décryptage des chiffres étrangers. En 1919, il est à la tête d'un bureau du chiffre commun au State Department et au War Department. La même année, il brise un code diplomatique japonais. Après le Jeudi noir, son bureau est licencié. En 1932, il publie Le cabinet noir américain, récit d'activités illégales au service de l'État. En 1933, il tente de publier Secrets diplomatiques japonais 1921-1922. Yardley est grillé.

### William Friedman
Friedman est un généticien passionné de codes et chiffres. Contacté par Joseph Mauborgne, officier du War Department, il fait excellente impression. Dès 1917, il enseigne la cryptanalyse à plusieurs stages d'officiers. Envoyé en France, il s'attaque aux codes allemands. Démobilisé, il publie sept brochures dont L'indice de coïncidence et ses applications en cryptographie. Fin 1920, il est employé civil des transmissions de l'armée de terre dont il devient chef cryptologue. En 1923, il publie Éléments de cryptanalyse.

## Fondation du SIS
Plusieurs mois avant la fermeture du bureau du chiffre de Yardley, la cryptanalyse devient l'affaire du service de renseignements militaires des Transmissions. Le 24 avril 1930, fondation du SIS, « US Army Signals Intelligence Service ».
Au SIS, Friedman prend du poids. Il est autorisé à embaucher quatre cryptanalystes et un assistant, tous très mal payés, mais la Dépression est là. Friedman se débrouille pour trouver trois cryptanalystes de haut vol, linguistes confirmés. Frank Rowlett, pour l'allemand. Abraham Sinkov, pour le français. Solomon Kullbach, pour l'espagnol. Le quatrième est John Hurt, dont le japonais est courant. Avec l'assistant, le SIS est au complet, sept personnes.
En 1935, le major Allison devient directeur administratif. Friedman revient à la cryptographie pure. Première mission : développer des chiffres et des procédures hermétiques au profit des transmissions de l'armée de terre. Le décryptage après seulement. Cependant, l'armée de terre monte plusieurs stations d'interception aux États-Unis, plus une à Manille (Philippines).

## Décryptages
Dès le début des années 1930, l'US Navy et l'US Army avaient étendu leurs réseaux de stations d'interception, avec des avant-postes à Guam et à Hawaii. Peu de moyens. La sécurité est un problème. À quoi bon lire secrètement les transmissions de l'adversaire, à partir d'îles lointaines, si l'adversaire est en mesure d'intercepter les comptes rendus ? Les rapports sont expédiés dans le coffre-fort des avions amphibies de lignes commerciales du Pacifique. Cette sécurité est raisonnable, mais le transport est lent.

### RED
Au milieu des années 1930, le Japon envahit la Chine. En 1932, les Japonais avaient adopté une machine mécanique afin de chiffrer leurs transmissions diplomatiques. Ce système est baptisé RED par les Américains. En 1935, le SIS entreprend de casser RED, ce qui est fait l'année suivante. Machine plutôt rustique, RED est brisée au moyen des techniques d'analyses statistiques concoctées par William Friedman. Frank Rowlett invente un simple appareil à roues codeuses qui permet le décryptage rapide.

### PURPLE
En 1937, sous la direction de Mauborgne, promu major-général et directeur des transmissions de l'armée de terre, le SIS prend son essor. Nouveau défi : les Japonais prennent conscience de la vulnérabilité de RED. Au printemps 1939, leurs transmissions diplomatiques sont chiffrées au moyen d'une machine plus évoluée, la Code 97, ou C97, que le SIS baptise PURPLE. De conception électromécanique, exploitant des relais mobiles placés en série, comme dans les standards téléphoniques automatisés, C97 coûte très cher. Seules les ambassades les plus importantes la reçoivent : Berlin, Londres, Rome, Tokyo, Washington. Les autres gardent leurs vieilles machines.
La C97 est plus dure à briser que RED. Mais le SIS a quelques atouts. Les deux machines ont des points communs. Pendant la période de transition, les ambassades japonaises sont assez sottes pour expédier les mêmes messages chiffrés en RED et en C97. Le format des messages est très uniforme, peut-être pour lever les ambiguïtés du "Romanji" qui permet de transcrire les documents occidentaux.
Le SIS utilise des trieuses à cartes perforées capables de trier les données perforées dans les cartes, ce qui aide aux analyses statistiques du trafic japonais. Alors qu'il travaillait sur RED, Friedman avait récupéré une machine IBM rebutée par la comptabilité de l'intendance de l'armée de terre. L'IBM est tellement efficace que Friedman en achète une autre.
Au printemps 1940, l'Europe est en guerre. Le trafic diplomatique PURPLE explose entre Tokyo, Berlin et Rome. Conséquence, le Pacte tripartite qui établit l'Axe Berlin-Rome-Tokyo. Cette marée de données cryptées permet au SIS d'étudier PURPLE en profondeur. Le 27 septembre 1940, signature du Pacte tripartite. Deux jours avant, pour la première fois, le SIS avait pu lire un vrai message crypté en PURPLE.
Le décryptage n'est que la moitié du job. Il est urgent de dupliquer la machine C97. Le SIS parvient à construire la machine équivalente, une PURPLE analogue qui permettra de décoder le trafic diplomatique japonais plus vite que les déchiffreurs japonais.
Comme le SIS n'est pas assez riche pour fabriquer les machines, Friedman s'adresse à la marine. Cinq PURPLE analogues sont produites par les ateliers de la flotte. Fin novembre 1940, le SIS décrypte les premiers trafics. Les machines analogues sont très chères, leur fabrication prend beaucoup de temps, leur affectation est une source de conflits.
Les machines japonaises ayant toutes été détruites avant capture, on ne sait si les copies américaines étaient exactes.
En janvier 1941, Friedman épuisé est hospitalisé. De retour au boulot le 1er avril, il est forcé de moins travailler, mais il est toujours consulté avec autant d'intérêt.

### CORAL
La marine japonaise emploie des machines inspirées des banques de commutateurs de la téléphonie civile. Baptisée CORAL, l'une de ces machines sert aux attachés navals. Les textes, écrits phonétiquement en "Romanji", alimentent trois niveaux de commutation, sans division des gammes de lettres, comme dans PURPLE et RED. Il semble que CORAL était équipée d'un tableau d'enfichage, mais le commutateur de sélection ne permet au chiffreur qu'un choix entre trois banques, alors que C97 en permet six.

### JADE
La machine  JADE sert aux transmissions tactiques de la marine japonaise, de fin 1942 à 1944. Très semblable à CORAL, JADE chiffre directement le kana, au moyen d'une clef qui permet d'entrer les 50 caractères. Il semble que CORAL et JADE aient été tous deux brisés. Ces deux chiffres n'ont jamais été d'une importance primordiale. Des machines JADE ont été capturées intactes pendant la guerre.

## Succès de PURPLE
Le général Mauborgne prend sa retraite en 1941. Le SIS croît en exponentielle. Les différentes sections sont déplacées. Les cryptanalystes s'installent à Arlington Hall (Virginie), dans une école de filles. L'organisation change alors plusieurs fois de nom. En juillet 1943, c'est la "Signal Security Agency".
L'organisation se développe rapidement, avec des un recrutement massivement féminin. A la fin de la guerre, le personnel du SIS compte environ 7 000 femmes parmi ses 10 000 membres, incluant notamment les cryptanalystes Ann Z. Caracristi, Virginia Dare Aderholdt, Wilma Davis et Gene Grabeel.
Le trafic C97 des ambassades japonaises est lu pendant toute la guerre. Depuis Berlin, le baron Oshima, bien introduit dans les cercles militaires, envoie rapport sur rapport. Équipé de machines PURPLE offertes par le SIS, le GC&CS lit sa prose aussi vite que les destinataires officiels : effets des bombardements stratégiques anglais, mais surtout, fin 1943, un bulletin de vingt pages qui narre une tournée d'inspection du mur de l'Atlantique.
PURPLE sert à jauger les intentions allemandes, mais aussi nippones. L'ambassadeur japonais à Moscou reçoit des instructions. Il s'agit de prendre contact avec les États-Unis par l'intermédiaire de l'URSS, en vue d'ouvrir des négociations de paix.

## Examination Unit
En juin 1941, les Canadiens se mettent à la cryptographie. Ils fondent une « Examination Unit » sur le modèle du GC&CS. Il faut un directeur. Sur recommandation de Joseph Mauborgne, on embauche Herbert Yardley. Or la publication du Cabinet noir américain avait coulé Yardley auprès de ses confrères. La coopération États-Unis/Canada devient impossible. Congédié l'année suivante, Yardley est remplacé par Oliver Strachey, de Bletchley Park. L'Examination Unit fournit alors de très utiles décryptages de transmissions du gouvernement de Vichy.

## Liens
- Codes, Cyphers & Codebreaking : http://www.vectorsite.net/ttcode.html